# Gertrud Heinzelmann
Gertrud Heinzelmann, född 1914, död 1999, var en schweizisk feminist.
Hon spelade en framträdande roll i kampanjen för införandet av rösträtt för kvinnor i Schweiz, och var ordförande för Schweizerischer Verband für Frauenstimmrecht 1959-1960. 